# Эгрибаят, Ирфан Джан
Ифран Джан Эгрибаят (тур. İrfan Can Eğribayat; род. 30 июня 1998, Сейхан, Адана) — турецкий футболист, вратарь клуба «Фенербахче».

## Клубная карьера
Эгрибаят — воспитанник клуба «Аданаспор». 16 мая 2015 года в матче против «Элязыгспора» он дебютировал в Первой турецкой лиге. В 2016 году игрок помог клубу выйти в элиту. 20 мая 2017 года в матче против «Кайсериспора» он дебютировал в турецкой Суперлиге. По итогам сезона клуб вновь вылетел, но игрок остался в команде. В 2020 году Эгрибаят перешёл в «Гёзтепе». 12 сентября в матче против «Денизлиспора» он дебютировал за новую команду. 
Летом 2022 года Эгрибаят был арендован «Фенербахче». 15 апреля 2023 года в матче против «Анкарагюджю» он дебютировал за новый клуб. В своём дебютном сезоне игрок помог клубу завоевать Кубок Турции. По окончании аренды клуб выкупил трансфер Ифрана. Сумма трансфера составила 1,2 млн. евро.

## Достижения
Командные
 «Фенербахче»
- Обладатель Кубка Турции — 2022/23